# Amphoe Wang Chin
Amphoe Wang Chin (thailändisch อำเภอ วังชิ้น, Aussprache: ʔāmpʰɤ̄ː wāŋ tɕʰín) ist der südwestlichste Landkreis (Amphoe – Verwaltungs-Distrikt) der Provinz Phrae in Nordthailand.

## Geographie
Benachbarte Landkreise (von Südosten im Uhrzeigersinn): die Amphoe Long und Den Chai der Provinz Phrae, Amphoe Si Satchanalai der Provinz Sukhothai sowie die Amphoe Thoen, Sop Prap und Mae Tha der Provinz Lampang.
Der Nationalpark Wiang Kosai liegt im Bezirk Wang Chin.

## Geschichte
Die Fläche von Wang Chin gehörte ursprünglich zum Kreis Mueang Lampang. Im Jahr 1930 wurde sie in den Kreis Long der Provinz Phrae eingegliedert. Am 1. März 1939 entstand der Unterbezirk (King Amphoe) Wang Chin, der dem Amphoe Long untergeordnet war.
Im Jahr 1958 erhielt Wang Chin den vollen Amphoe-Status.

## Verwaltung

### Provinzverwaltung
Der Kreis ist in sieben Kommunen (Tambon) eingeteilt, welche sich weiter in 77 Dörfer (Muban) unterteilen.
| Nr. | Name      | Thai  | Muban | Einw. |
| --- | --------- | ----- | ----- | ----- |
| 1.  | Wang Chin | วังชิ้น  | 11    | 9.013 |
| 2.  | Soi       | สรอย  | 11    | 6.389 |
| 3.  | Mae Pak   | แม่ป้าก | 10    | 5.201 |
| 4.  | Na Phun   | นาพูน  | 11    | 7.575 |
| 5.  | Mae Phung | แม่พุง  | 16    | 8.417 |
| 6.  | Pa Sak    | ป่าสัก  | 10    | 5.574 |
| 7.  | Mae Koeng | แม่เกิ๋ง | 08    | 4.639 |

### Lokalverwaltung
Wang Chin (Thai: เทศบาลตำบลวังชิ้น) ist eine Kleinstadt (Thesaban Tambon) im Bezirk, sie besteht aus Teilen des gleichnamigen Tambon.
Außerdem gibt es sieben „Tambon Administrative Organizations“ (TAO, องค์การบริหารส่วนตำบล – Verwaltungs-Organisationen) für die Tambon im Landkreis, die zu keiner Stadt gehören.